# Herminio Masantonio
Herminio Masantonio, né le 5 août 1910 et décédé le 11 septembre 1956, était un footballeur argentin. Avec 254 buts en 349 matches, il reste aujourd'hui encore le meilleur buteur de l'histoire du club d'Huracán.

## Carrière
| Équipes                | Saisons     | Matchs | Buts | Moyenne |
| ---------------------- | ----------- | ------ | ---- | ------- |
| Huracán                | 1931-1943   | 349    | 254  | 0.73    |
| Defensor Sporting Club | 1943        | 11     | 3    | 0.27    |
| Banfield               | 1944        | 7      | 2    | 0.29    |
| Argentine              | 1935 - 1942 | 19     | 21   | 1.10    |
| Total                  | 1931-1944   | 386    | 280  | 0.73    |

## Équipe nationale
- 19 sélections et 21 buts en équipe d'Argentine entre 1935 et 1942
- meilleur buteur de la Copa América en 1935 (4 buts) et 1942 (7 buts)